# Maria Hering
Maria Hering (* 16. Juni 1987 in Magdeburg) ist eine deutsche Musikerin, Reality-TV-Teilnehmerin und Sonderschulpädagogin.

## Werdegang
Maria Hering zog bereits mit 16 Jahren aus ihrem Elternhaus aus. Sie absolvierte zuerst eine Ausbildung zur Sozialversicherungsfachangestellten, holte jedoch nach der Ausbildung ihr Abitur in Köln nach und studierte Sonderschulpädagogik mit dem Schwerpunkt Lernbehindertenpädagogik.
2010 war Maria Hering Kandidatin bei der siebten Staffel von Deutschland sucht den Superstar, bei der sie im Recall in der Karibik ausschied. Anschließend hatte sie im RTL-Abenteuerfilm Die Jagd nach der Heiligen Lanze einen kleinen Auftritt in der  Rolle des  Unterwäschemodels Sandra.
Als „Marie“ war sie Teil des Volksmusik-Trios Heidis Erben, welches 2011 bei EMI Music ein gleichnamiges Album veröffentlichte. 2012 begleitete die Band Florian Silbereisen bei seiner Tournee „Frühlingsfest der Überraschungen“. Mit Mickie Krause erschien 2012 das gemeinsame Lied Oh – Du schöner Westerwald (Eukalyptusbonbon).
Im März 2013 lernte sie in München Bastian Gillmeier kennen. Gemeinsam wanderte das Paar im Dezember 2014 nach Amerika aus. Im Dezember 2015 sendete das Magazin taff die Wochenserie The fabulous Life of Yottas, in der sich beide als Selfmade-Millionäre darstellten und auch als Fitness- und Lifestyle-Coach agierten. Der gemeinsam verwendete Nachname „Yotta“ diente der Markenbildung. Der selbsterwählte Name „Yotta“ sollte ihren Lifestyle widerspiegeln und ist eine Anspielung auf Yotta, 1024, der größte  Vorsatz für Maßeinheiten im Internationalen Einheitensystem. Anschließend berichtete ProSieben ab Mai 2016 in der vierteiligen Reality-Doku Die Yottas! Mit Vollgas durch Amerika über das Leben des Glamour-Pärchens. Im Juli 2016 gab das Paar seine Trennung bekannt.
Seitdem ist Hering wieder unter ihrem bürgerlichen Namen als Fitness-Bloggerin auf ihren sozialen Netzwerken aktiv. Im April 2017 war sie Gast in der Sendung Küche & Co auf dem Sender Sonnenklar.TV. Im Mai 2017 erschien ihre erste eigene Single Prosecco. Das Lied stellte sie auch im Mega-Park auf Mallorca vor. Hering nahm im August 2017 an der fünften Staffel von Promi Big Brother teil, schied jedoch als erste Kandidatin in der achten Sendung aus.

## Diskografie
- 2011: Heidis Erben (Album bei EMI Music)
- 2017: Prosecco (Solo-Single)

## Film und Fernsehen

### Als Schauspielerin
- 2010: Die Jagd nach der Heiligen Lanze

### Sonstige Auftritte
Maria Hering trat in mehreren Fernsehproduktionen als Kandidatin oder Darstellerin auf:
- 2010: Deutschland sucht den Superstar
- 2015: taff-Wochenserie The fabulous Life of Yottas
- 2016: Yottas! Mit Vollgas durch Amerika
- 2017: Promi Big Brother